# Paraíso Tropical
Paraíso Tropical este o telenovelă braziliană produsă și expusă de Rede Globo la ora 21:00 între 5 martie și 28 septembrie 2007, în 179 de capitole, înlocuind Pagini de viață și înlocuind-o cu Duas Caras.
Compilația a fost nominalizată pentru premiul internațional Emmy din 2008 în cea mai bună categorie de telenovele.

## Distribuție
- Alessandra Negrini - Paula Viana Grimaldi Bastos / Taís Grimaldi
- Fábio Assunção - Daniel Bastos
- Tony Ramos - Antenor Cavalcanti
- Glória Pires - Lúcia Vilela Cavalcanti
- Wagner Moura - Olavo Novaes
- Camila Pitanga - Bebel (Francisbel dos Santos)
- Vera Holtz - Marion Novaes
- Bruno Gagliasso - Ivan Corrêa
- Marcello Antony - Cássio Gouveia
- Yoná Magalhães - Virgínia Batista
- Hugo Carvana - Belisário Cavalcanti
- Renée de Vielmond - Ana Luísa Cavalcanti
- Beth Goulart - Neli Veloso Schneider
- Débora Duarte - Hermínia Vilela
- Reginaldo Faria - Clemente Vilela
- Daniel Dantas - Heitor Schneider
- Isabela Garcia - Dinorá Brandão Martelli
- Marco Ricca - Gustavo Martelli
- Daisy Lúcidi - Iracema Brandão
- Fernanda Machado - Joana Veloso Schneider Gouveia
- Patrícia Werneck - Camila Veloso Schneider Navarro
- Paulo Vilhena - Fred (Frederico Navarro)
- Chico Diaz - Jáder Braz
- Rodrigo Veronese - Lucas Aboim
- Guilhermina Guinle - Alice Sampaio
- Otávio Müller - Vidal (Cupertino Vidal)
- José Augusto Branco - Nereu Bastos
- Roberta Rodrigues - Eloísa
- Sérgio Abreu - Tiago Batista
- Carlos Casagrande - Rodrigo Sampaio
- Lidi Lisboa - Tatiana (Tati)
- Maria Eduarda - Odete
- Ildi Silva - Yvone
- Nívea Helen - Cristina
- Larissa Queiroz - Rita